# Kuklibeg
Kuklibeg (serb. Куклибег) – wieś w Kosowie, w regionie Prizren, w gminie Dragaš. W 2011 roku liczyła 852 mieszkańców. 